# 杭州師範大学
杭州師範大学は、中国の杭州市余杭区に位置する公立大学で、教師の育成と人材の開拓を行う総合大学
。実業家でアリババ社(アリババグループ)の創業者であるジャック・マーの出身校として有名である。